# Palestina i olympiska sommarspelen 2016
Palestina deltog med sex deltagare vid de olympiska sommarspelen 2016 i Rio de Janeiro. Ingen av landets deltagare erövrade någon medalj.

## Friidrott
Förkortningar
- Notera– Placeringar avser endast det specifika heatet.
- Q = Tog sig vidare till nästa omgång
- q = Tog sig vidare till nästa omgång som den snabbaste förloraren eller, i fältgrenarna, genom placering utan att nå kvalgränsen
- NR = Nationellt rekord
- N/A = Omgången fanns inte i grenen
- Bye = Idrottaren behövde inte tävla i omgången

Bana och väg
| Idrottare            | Gren                | Heat     | Heat      | Kvartsfinal | Kvartsfinal | Semifinal         | Semifinal         | Final             | Final             |
| Idrottare            | Gren                | Resultat | Placering | Resultat    | Placering   | Resultat          | Placering         | Resultat          | Placering         |
| -------------------- | ------------------- | -------- | --------- | ----------- | ----------- | ----------------- | ----------------- | ----------------- | ----------------- |
| Mohammed Abu Khoussa | Herrarnas 100 meter | 10,82    | 3 q       | 11,89       | 9           | ´Gick inte vidare | ´Gick inte vidare | ´Gick inte vidare | ´Gick inte vidare |
| Mayada Al-Sayad      | Damernas maraton    | i.u.     | i.u.      | i.u.        | i.u.        | i.u.              | i.u.              | 2:42:28           | 67                |

## Judo
| Idrottare    | Gren                           | Omgång 1              | Omgång 2             | Kvartsfinaler        | Semifinaler          | Återkval             | Final / BM           | Final / BM       |                  |
| Idrottare    | Gren                           | Motståndare Resultat  | Motståndare Resultat | Motståndare Resultat | Motståndare Resultat | Motståndare Resultat | Motståndare Resultat | Placering        |                  |
| ------------ | ------------------------------ | --------------------- | -------------------- | -------------------- | -------------------- | -------------------- | -------------------- | ---------------- | ---------------- |
| Simon Yacoub | Herrarnas extra lättvikt −60kg | Khyar (FRA) L 000–100 | Gick inte vidare     | Gick inte vidare     | Gick inte vidare     | Gick inte vidare     | Gick inte vidare     | Gick inte vidare | Gick inte vidare |

## Ridsport

### Dressyr
| Ryttare              | Häst   | Gren         | Grand Prix | Grand Prix | Grand Prix Special | Grand Prix Special | Grand Prix Fristil | Grand Prix Fristil | Totalt           | Totalt           |
| Ryttare              | Häst   | Gren         | Poäng      | Placering  | Poäng              | Placering          | Tekniskt           | Artistiskt         | Poäng            | Placering        |
| -------------------- | ------ | ------------ | ---------- | ---------- | ------------------ | ------------------ | ------------------ | ------------------ | ---------------- | ---------------- |
| Christian Zimmermann | Aramis | Individuellt | 63,271     | 57         | Gick inte vidare   | Gick inte vidare   | Gick inte vidare   | Gick inte vidare   | Gick inte vidare | Gick inte vidare |